# جوش جيبسون (لاعب كرة قدم أسترالية)
جوش جيبسون (بالإنجليزية: Josh Gibson)‏ هو لاعب كرة قدم أسترالية أسترالي، ولد في 13 مارس 1984 في Blackburn, Victoria ‏ في أستراليا.

## وصلات خارجية
- جوش جيبسون على موقع AustralianFootball.com (الإنجليزية)
- جوش جيبسون على موقع AFLtables.com (الإنجليزية)